# Симетрична гра
У теорії ігор симетрична гра — це гра, коли виграш, за відтворення певної стратегії, залежить лише від наступних стратегій, а не від того, хто в ній грає. Якщо можна змінити особистість гравців, не змінюючи стратегії, то гра симетрична. Симетрія може бути різних видів. Звичайно симетричні ігри - це ігри, симетричні відносно порядкової структури виграшів. Гра є кількісно симетричною тоді і лише тоді, коли вона симетрична щодо точних виграшів. Партнерська гра — це симетрична гра, де обидва гравці отримують однакові виграші за будь-який набір стратегій. Тобто, виграш за гру стратегії a проти стратегії b отримує такий же виграш, як гра стратегії b проти стратегії a .

## Симетрія в іграх 2х2
|   | Е    | F    |
| Е | a, a | b, с |
| F | c, b | d, d |

Тільки 12 із 144 звичайно різних ігор 2х2 симетричні. Однак багато з вивчених ігор 2х2 є принаймні звичайно симетричними. Стандартні ігри — яструби і голуби, дилема в'язня та полювання на оленя — це симетричні ігри. Формально, щоб гра 2x2 була симетричною, її матрична гра повинна відповідати таблиці, зображеній праворуч.
Вимоги до того, щоб гра була звичайно симетричною, є слабшими, адже тільки потрібно, щоб порядковий рейтинг виграшів відповідав схемі праворуч.

## Симетрія та рівноваги
Д.Неш (1951) довів, що кожна кінцева симетрична гра має симетричну змішану стратегію рівноваги Неша . Ченг та інші (2004) довели, що кожна симетрична гра з двома стратегіями має (не обов'язково симетричну) чисту стратегічну рівновагу Неша .

## Некорельовані асиметрії: нейтральні асиметрії виграшів
Симетрії тут стосуються симетрій виграшів. Біологи часто асиметрію виграшів між гравцями називають корельованою асиметрією. Вони, на відміну від некорельованих асиметрій, мають суто інформаційний характер та не впливають на виграш (наприклад, див. гру «Яструб-голуб»).

## Загальний випадок
Гра з виграшем {\displaystyle U_{i}\colon A_{1}\times A_{2}\times \cdots \times A_{n}\longrightarrow \mathbb {R} } для гравця {\displaystyle i}, де {\displaystyle A_{i}} є гравцем з {\displaystyle i} набором стратегій і {\displaystyle A_{1}=A_{2}=\ldots =A_{N}}, вважається симетричною для будь-якої перестановки {\displaystyle \pi } ,
{\displaystyle U_{\pi (i)}(a_{1},\ldots ,a_{i},\ldots ,a_{N})=U_{i}(a_{\pi (1)},\ldots ,a_{\pi (i)},\ldots ,a_{\pi (N)}).}
Партха Дасгупта та Ерік Маскін дали таке визначення, яке до сьогодні використовується в економічній літературі:
{\displaystyle U_{i}(a_{1},\ldots ,a_{i},\ldots ,a_{N})=U_{\pi (i)}(a_{\pi (1)},\ldots ,a_{\pi (i)},\ldots ,a_{\pi (N)}).}
Однак, це сильніша умова, яка означає, що гра не тільки симетрична у наведеному вище трактуванні, але є грою із сільним інтересом, в тому значенні, що виграш усіх гравців однаковий.